# 福井玲子
福井 玲子（ふくい れいこ、7月16日 - ）は、日本の女性声優。大阪府出身。ALBA所属。

## 略歴
立命館大学産業社会学部卒業。

## 出演

### テレビ
- モーレツ科学教室（関西テレビ）

### ラジオ
- ラジオ大阪
  - アイドルランド[2]
- FM OSAKA
  - 中島らもの月光通信（アシスタント）[2]
- Kiss-FM KOBE
  - Herb Terrace
  - KOBE COZY
  - KOBE COFFRET
  - おはよう知事トーク
  - BRANDNEW KOBE
  - Mediterrasse Sound Collage 〜12月の神戸に舞い降りたひとひらの奇跡〜

### VPナレーション
- グンゼ

### ゲーム
- THE KING OF FIGHTERS '94（麻宮アテナ）